# Hôtel Poignant
L'hôtel Poignant est un hôtel particulier situé au n°1 rue du Quatre-Septembre à Aix-en-Provence.

## Historique
Le bâtiment fut construit en 1647 pour le marchand Antoine Poignant, beau père du sculpteur Jacques Fossé sur deux emplacements qu'il a acquis le 22 octobre 1646 au coin de la rue du Quatre-Septembre et de la rue Mazarine. Le prix-fait date du 13 octobre 1647,.

## Architecture
Il est le seul hôtel particulier du quartier à avoir conservé une montée d'escalier à décors de gypseries. On distingue encore des médaillons aux scènes pastorales qui se déploient rampe sur rampe sous les volets et les paliers de cet escalier.

## Informations complémentaires
L'hôtel est divisé en appartements et n'est pas visitable librement.